# Devon rex

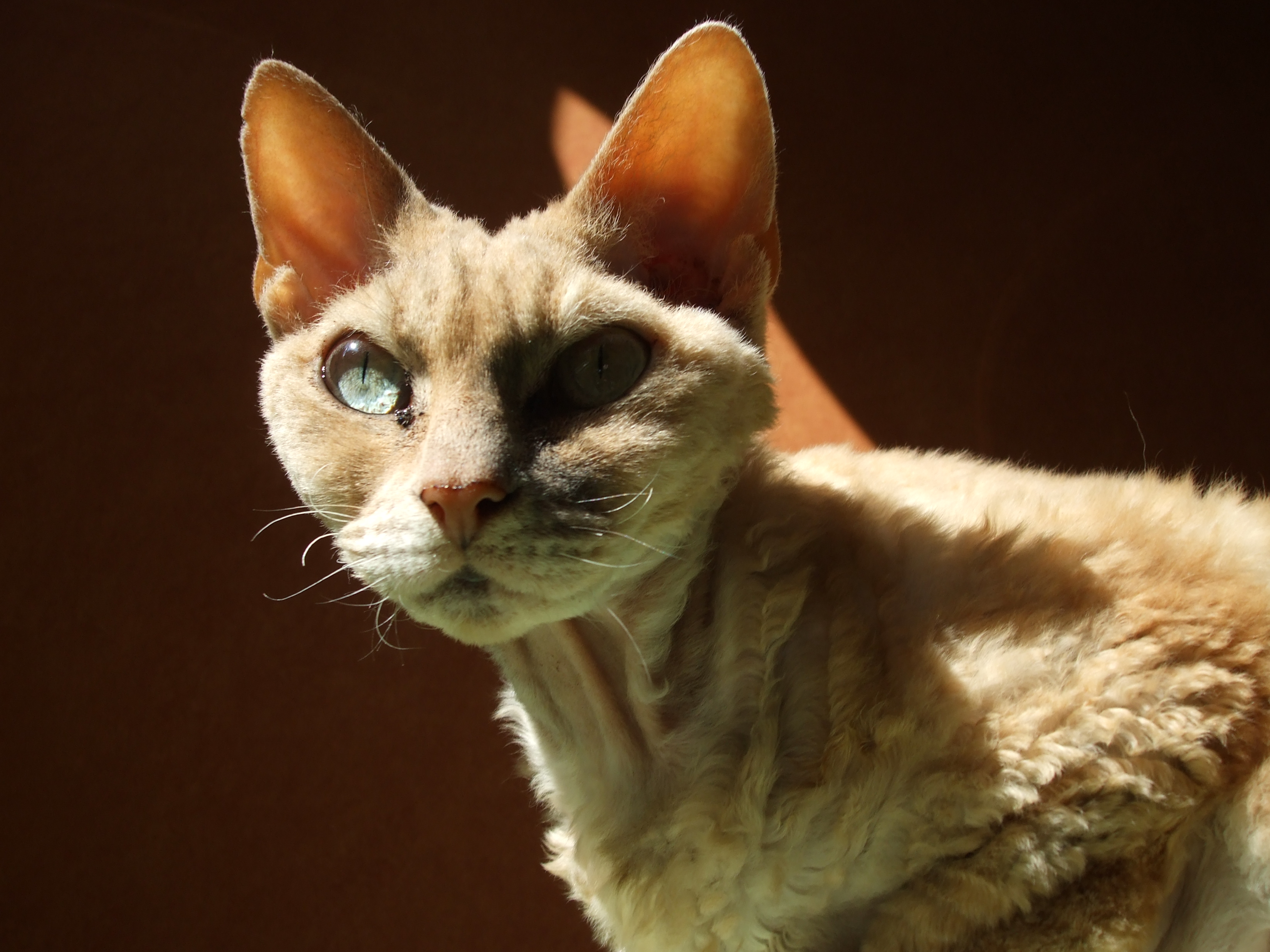
Gato devon rex.

El Devon rex es una raza de gato. Tiene un pelaje corto y terso que forma suaves rizos. El primer ejemplar nació en Devon (Reino unido) en 1960, de dos gatos comunes. Se hicieron intentos de cruzar el devon con el cornish rex, pero solo se obtuvieron cachorros de pelo liso, por lo que se decidió que las dos mutaciones de pelo rizado eran incompatibles, y se clasificó el devon como raza separada con estándar propio. El devon rex tiene unas orejas realmente grandes, cabeza pequeña y grandes ojos ovalados. El maullido que emite es muy suave. Es un gato de naturaleza vigilante y cariñosa.
Sus orígenes consistieron en una mutación del pelo rizado, sucedida en Devon en 1960. 
Esta raza de gatos poseen un gen recesivo (mutado del gen dominante), el cual es el responsable del pelo liso y normal del devon rex. El primer devon rex fue descubierto en Buckfastleigh, Devon (Inglaterra), en 1960 entre una camada de gatitos salvajes cerca de una mina abandonada de estaño. Como se dijo, la casta fue pensada inicialmente para ser cruzada con el cornish rex, pero esto no dio buenos resultados.

## Otras imágenes

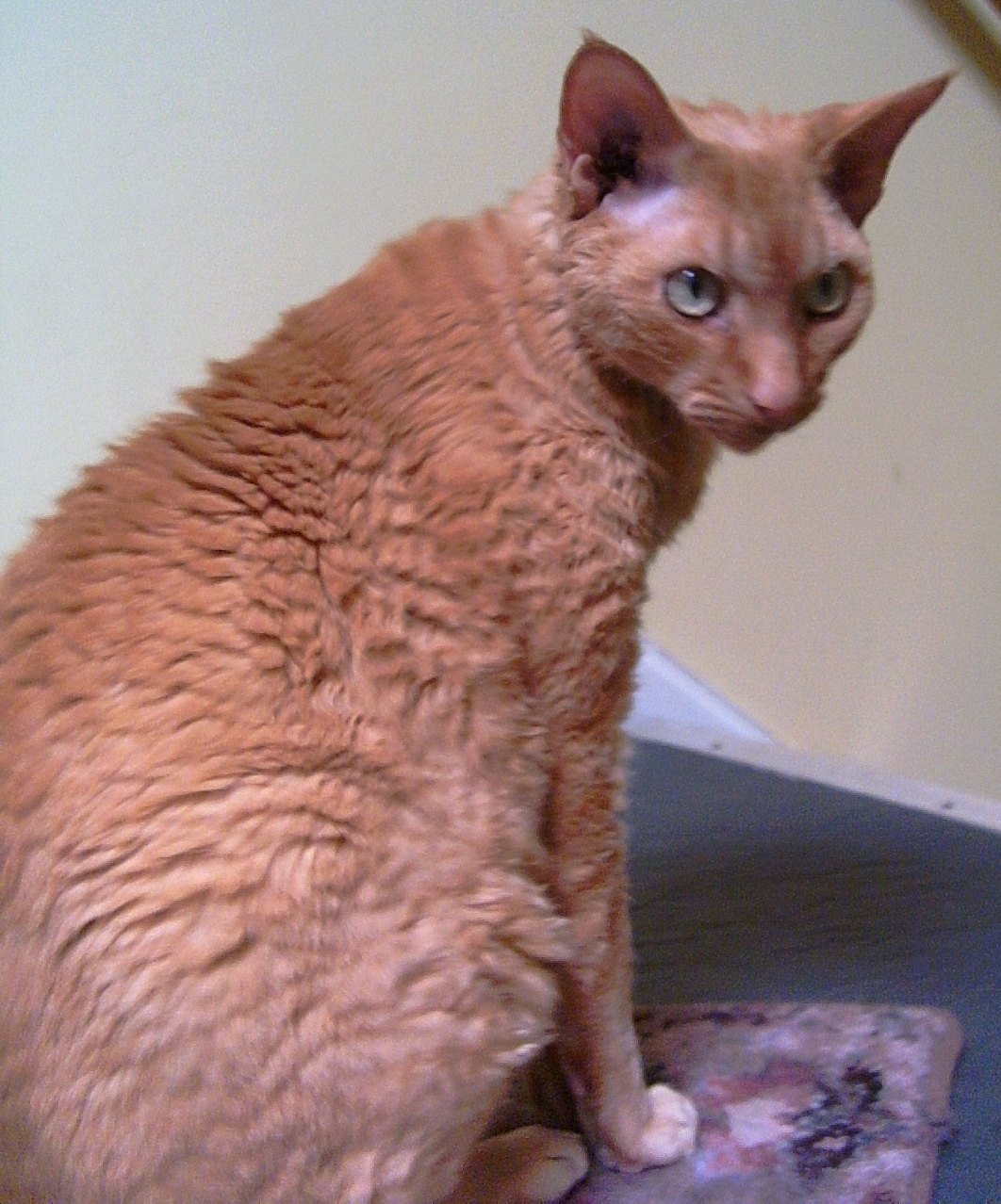
Macho devon rex adulto.
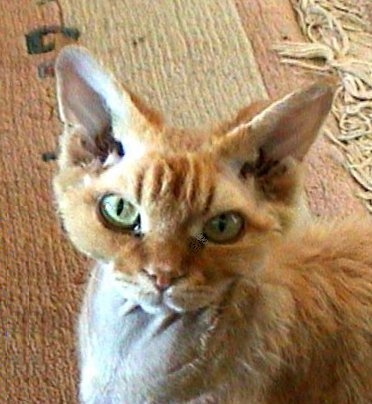
Hembra devon rex.
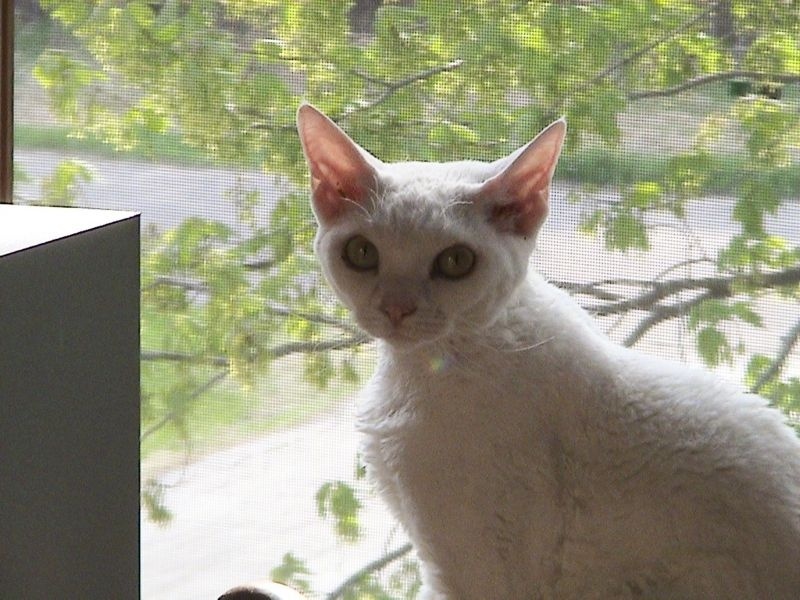
Devon rex blanco.
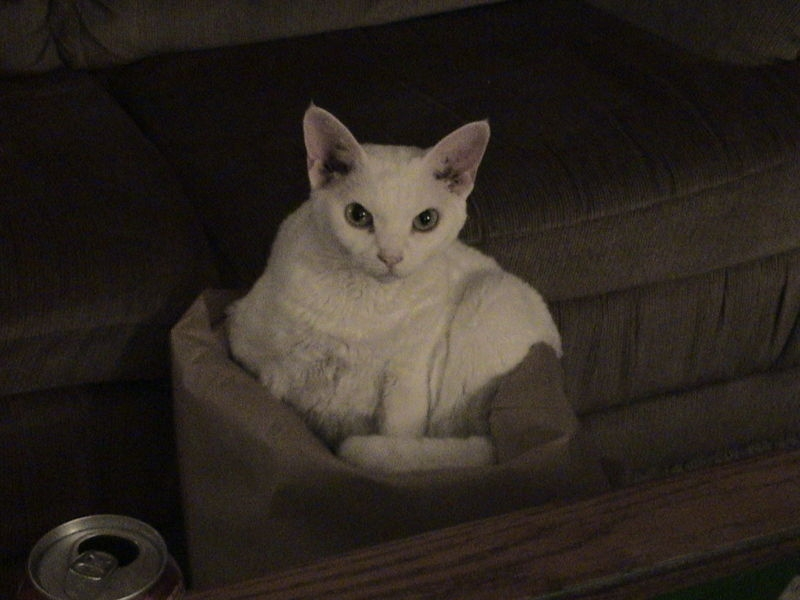
El mismo devon rex mostrando su naturaleza juguetona yaciendo dentro de una caja.